# Kata
Kata (tiếng Nhật: 型 hoặc 形, phiên âm Hán-Việt: Hình) là từ tiếng Nhật chỉ các bài mẫu gồm một loạt các động tác dùng để tập luyện một mình hoặc tập đôi. Kata được sử dụng trong nhiều môn nghệ thuật và võ thuật truyền thống của Nhật Bản. Trong nghệ thuật, các môn kabuki, trà đạo có các bài kata. Các hệ phái võ thuật Nhật Bản, như aikidō, iaidō, jōdō, jūdō, jūjutsu, kendō và karatedō thường xuyên sử dụng khái niệm với ý nghĩa là các bài quyền.
Thực ra, không chỉ Nhật Bản mới có hình thức luyện tập bằng các bài mẫu. Song ở các nước khác, các bài mẫu này được gọi bằng các từ khác theo ngôn ngữ bản xứ. Ví dụ ở Việt Nam, các bài tương tự kata được gọi là bài quyền, bài thảo (ví dụ, Hùng kê quyền là bài tập các chiêu thức và động tác võ thuật của võ thuật cổ truyền Việt Nam), Trung Hoa gọi là sáo lộ.